# Баковичи (Беларусь)
Ба́ковичи (бел. Бакавічы, транслит. Bakavičy) — деревня в Поставском районе Витебской области. Входит в состав Юньковского сельсовета.

## История
В 1921—1945 годах в составе гмины Поставы Дисенского повета Виленского воеводства.

## Население
- 1921 год — 47 жителей, 8 дворов[2]
- 1931 год — 54 жителя, 10 дворов[3]

## Климат
Климат здесь умеренный, с теплым летом и мягкой зимой. Ветер летом северо-западный, зимой южный или юго-западный, зимой часто проходят циклоны и стоит сырая погода.